# Obsessed by Cruelty
Obsessed by Cruelty è il primo album del gruppo thrash metal tedesco Sodom, pubblicato nel 1986. Esistono due diverse versioni di questo album: la band fu costretta a registrare le tracce due volte visto che la prima incisione non soddisfaceva l'etichetta discografica. La versione originale, registrata a Berlino, fu pubblicata su vinile dalla Metal Blade Records e fu destinata al pubblico statunitense; la seconda versione, incisa a Norimberga, venne pubblicata dalla Steamhammer per la distribuzione in Europa. Le due versioni, a detta di Tom Angelripper, sono completamente differenti, dato che sono state registrate con due chitarristi diversi.
È stata in seguito pubblicata una seconda versione nel 1988, integrante anche l'EP In the Sign of Evil (1984).

## Tracce
Versione statunitense
1. Intro – 1:53
2. Deathlike Silence – 5:06
3. Brandish the Sceptre – 2:56
4. Proselytism Real – 3:31
5. Equinox – 3:32
6. Volcanic Slut – 3:21
7. Obsessed by Cruelty – 5:47
8. Fall of Majesty Town – 4:01
9. Nuctemeron – 3:00
10. Pretenders to the Throne – 2:39
11. Witchhammer – 2:02

Versione tedesca
1. Intro (The Rebirth...) – 1:53
2. Deathlike Silence – 5:06
3. Brandish the Sceptre – 2:56
4. Proselytism Real – 3:31
5. Equinox – 3:32
6. After the Deluge – 4:53
7. Obsessed by Cruelty – 5:47
8. Fall of Majesty Town – 4:01
9. Nuctemeron – 3:00
10. Pretenders to the Throne – 2:39
11. Witchhammer – 2:02
12. Volcanic Slut – 3:21

## Formazione
- Tom Angelripper - voce, basso
- Destructor - chitarra (US Version)
- Assator - chitarra (DE Version)
- Chris Witchhunter - batteria